# 大鉄工業
大鉄工業株式会社（だいてつこうぎょう、英: DAITETSU KOGYO CO.LTD.）は、大阪市淀川区西中島に本社を置く建設会社。西日本旅客鉄道株式会社(JR西日本)の連結子会社のひとつ。

## 概要
建築部門、土木部門のほかに軌道部門があり、JR西日本の在来線などのメンテナンスや敷設工事を行っている。

## 沿革
当時の鉄道省から要請され、大阪鉄道局管内の鉄道工事関係業者が集まり、特命契約により鉄道工事の施工を行う事を目的に設立された。当初は本店を大阪市北区茶屋町38番地、支店を大阪・湊町・松阪・福知山・米子に置いた。
- 1942年（昭和17年）4月 - 会社設立発起人総会、総代に奥村組社長奥村太平を選出。
- 1943年（昭和18年）3月18日 - 大鉄工業株式会社を設立（資本金120万円）。
- 1945年（昭和20年）
  - 6月 - 本社社屋戦災のため焼失、本社を大阪鉄道局3階1室と疎開先、千里丘に分散移転。
  - 9月 - 本社を城東線（現・大阪環状線）高架下に移転。以後、昭和51年6月までここに本社を置く。
- 1946年（昭和21年）
  - 6月 - 商号を大阪鉄道工業株式会社に変更。
  - 7月 - 姫路出張所を姫路支店に変更。
  - 10月 - 湊町支店を天王寺支店に変更。
- 1947年（昭和22年）9月 -  資本金を300万円に増資。
- 1948年（昭和23年）7月 - 資本金を1,000万円に増資。
- 1949年（昭和24年）11月 - 建設業法制定により、建設大臣の登録を受ける。
- 1951年（昭和26年）7月 - 商号を大鉄工業株式会社に再変更 。
- 1952年（昭和27年）
  - 3月 - 資本金を2,000万円に増資。
  - 4月 - 一級建築士事務所開設（大阪府知事第137号）。
- 1953年（昭和28年）
  - 6月 - 資本金を3,000万円に増資。
  - 7月 - 資本金を3,300万円に増資。
  - 10月 - 資本金を6,000万円に増資。
- 1957年（昭和32年）8月 - 名古屋支店を開設 。
- 1958年（昭和33年）
  - 7月 - 資本金を6,600万円に増資。
  - 7月 - 姫路支店を廃止し、大阪支店に併合。
  - 9月 - 松阪支店を津市に移転し、津支店に変更。
  - 11月 - 資本金を1億円に増資。
- 1961年（昭和36年）2月 - 大阪支店を廃止し、鉄道部に変更 。
- 1962年（昭和37年）6月 - 資本金を1億2,000万円に増資。
- 1964年（昭和39年）7月 - 決算期を5月31日から2月末日に変更。
- 1966年（昭和41年）11月 - 資本金を1億6,000万円に増資。
- 1969年（昭和44年）
  - 7月 - 四鉄工業株式会社と合併。
  - 10月 - 四国支店を開設 。
  - 11月 - 資本金を1億8,400万円に増資（四鉄工業の資本金相当分）。
- 1972年（昭和47年）11月 - 資本金を2億7,600万円に増資。
- 1974年（昭和49年）1月 - 建設業法の改正に伴い、建設大臣許可を受ける。
- 1975年（昭和50年）3月 - 資本金を3億6,800万円に増資。
- 1976年（昭和51年）
  - 6月 - 本店を大阪市淀川区宮原4丁目4番44号に移転。
  - 6月 - 鉄道部を大阪支店に変更。
- 1977年（昭和52年）10月 - 資本金を4億6,000万円に増資。
- 1980年（昭和55年）3月 - 資本金を5億5,200万円に増資。
- 1984年（昭和59年）5月 - 事業目的に不動産の売買及び賃貸を追加 。
- 1987年（昭和62年）
  - 1月 - 宅地建物取引業法により大阪府知事に登録。
  - 3月 - 大阪支店を大阪本店に、建築部を建築支店に変更。
  - 6月 - 津支店を名古屋支店に併合。
- 1989年（平成元年）9月 - 北陸支店を開設。
- 1990年（平成2年）3月 - 資本金を12億3,200万円に増資（西日本旅客鉄道に株式第三者割当）。
- 1991年（平成3年）5月 - 大阪本店を大阪支店に、天王寺支店を阪和支店に変更。
- 1993年（平成5年）
  - 4月 - 西日本機械保線株式会社の株式を取得。
  - 5月 - 株式会社ジェイアール西日本ビルトの株式を取得（現・連結子会社）。
- 1995年（平成7年）8月 - 神戸支店を開設。
- 1996年（平成8年）3月 - 大阪支店を土木支店に、阪和支店を廃止し、大阪支店を開設。
- 1997年（平成9年）6月 - 和歌山支店を開設。
- 2004年（平成16年）12月 - 子会社の西日本機械保線が株式会社レールテックに商号変更。
- 2005年（平成17年）4月 - 保有するレールテックの株式を売却し、同社を連結子会社から除外。
- 2006年（平成18年）
  - 5月 - 決算期を2月末日から3月31日に変更。
  - 9月 - 大阪施設工業株式会社の株式を取得。
- 2007年（平成19年）
  - 4月 - 大阪施設工業を吸収合併。
  - 4月 - 京都支店を開設。
- 2010年（平成22年）11月 - 本店、土木支店、建築支店を現在地に移転。
- 2014年（平成26年）4月 - 自己株式取得により、西日本旅客鉄道の連結子会社となる。
- 2014年（平成26年）9月 - 北陸軌道株式会社に出資。
- 2016年（平成28年）3月 - 技術研修センターを開設。

## 主要株主
| 株主社名               | 住 所                          | 所有株式数 | 持株比率 |
| ---------------------- | ------------------------------ | ---------- | -------- |
| 西日本旅客鉄道株式会社 | 大阪市北区芝田2丁目4番24号     | 4,816千株  | 36.94%   |
| 株式会社広成開発       | 広島市東区上大須賀町1番1号     | 1,073千株  | 8.24%    |
| 大鉄工業社員持株会     | 大阪市淀川区西中島3丁目9番15号 | 667千株    | 5.12%    |
| 東鉄工業株式会社       | 東京都新宿区信濃町34番地       | 85千株     | 0.65%    |
| 名工建設株式会社       | 名古屋市中村区名駅1丁目1番44号 | 77千株     | 0.59%    |
| 近畿共栄株式会社       | 大阪市淀川区西中島5丁目7番11号 | 57千株     | 0.44%    |
| 株式会社村田組         | 兵庫県伊丹市西台2丁目7番2号    | 55千株     | 0.42%    |
| 若山公作               | 堺市南区                       | 46千株     | 0.36%    |
| 植田商事株式会社       | 神戸市中央区脇浜町2丁目1番14号 | 44千株     | 0.34%    |
| 山崎友裕               | 神戸市須磨区                   | 35千株     | 0.27%    |

- 近畿共栄株式会社が所有している株式については、会社法施行規則第67条の規定により議決権がない。
- 上記のほか、当社所有の自己株式が3,638千株（27.90％）ある。
- 2016年3月　第75期　有価証券報告書より

## 主な施工物件
線路部門
- 余部橋りょう軌道新設
- 九州新幹線・大牟田工区
- 台湾新幹線

土木部門
- 近畿自動動道下津インター
- 足羽川橋りょう（越美北線復旧）
- 奈良高架（JR関西線・桜井線連続立体交差事業（奈良駅付近））
- 湖西線耐震補強

建築部門
- 本竜野駅（駅舎）
- 金沢駅西口開発ビル
- JR高槻駅NKビル
- ジェイグラン甲子園口天道町（マンション）
- ケーズデンキ岡山大安寺店
- 多治見税務署
- ブランチ大津京